# Johan Ludvig Heiberg (poète)
Pour les articles homonymes, voir Heiberg.
Ne doit pas être confondu avec Johan Ludvig Heiberg.
Johan Ludvig Heiberg, né le 14 décembre 1791 et mort au manoir de Bonderup le 25 août 1860 à Christianshavn, est un  poète, dramaturge et critique littéraire danois.

## Biographie
Son père, Peter Andreas Heiberg, (1758–1841), et sa mère, Thomasine Christine Gyllembourg-Ehrensvärd, étaient tous deux écrivains.
Peter Andreas Heiberg quitte le Danemark en 1800 pour s'installer à Paris, où il est employé au ministère des Affaires étrangères français jusqu'en 1817. Johan Ludvig Heiberg pendant ce temps est accueilli chez le professeur Rahbek à Bakkehuset et poursuit ses études à l'université de Copenhague.
En 1814, il publie sa première pièce Théâtre pour marionnettes (1814), drame romantique, puis Farces et attrapes pour Noël (1816), et une pièce satirique où il tourne les romantiques en dérision : La Prophétie de Tycho Brahe. Le poète Baggesen, intéressé par son travail lui prédit une belle carrière.
En 1819, son diplôme universitaire en poche, Heiberg part pour Paris avec une bourse du gouvernement. Il y passe trois ans  et il écrit un drame Nina. On lui offre ensuite un poste de professeur de danois à l'université de Kiel, où il donne aussi des cours de littérature comparée, mettant en parallèle la mythologie  scandinave et les poèmes d'Oehlenschläger.
En 1825, Heiberg revient à Copenhague et il compose un grand nombre de vaudevilles qui rencontrent beaucoup de succès Le Roi Solomon et le chapelier (1825); Poisson d'avril (1826), Histoire dans le jardin Rosenborg (1827), Les Danois à Paris (1833), Non (1836), et Oui (1839), inspiré des comédies à la française.
Mais il écrit aussi des drames : en 1830 Les Inséparables, en 1835 Les Elfs, ainsi que de nombreux poèmes. 
Il a publié des articles de 1827 à 1830 dans l'hebdomadaire Kjøbenhavnsposten où il a fait paraître des poèmes de Hans Christian Andersen ainsi que des extraits de son  Voyage à pied à Amager. Il est extrêmement populaire et il fait la pluie et le beau temps dans les milieux littéraires. En 1831, il épouse l’actrice et chanteuse d'opéra Johanne Luise Heiberg, élève de Giuseppe Siboni, pour laquelle il écrit des vaudevilles et des comédies lyriques.
Très opposé aux romantiques qui se prennent trop au sérieux selon son goût, Heiberg les critique avec une élégance et une ironie  qui deviennent le modèle de tradition danoise des critiques littéraires. Jusqu'à ce que Georg Brandes, en réaction contre ses tendances élitistes, s'en prenne à  ce qu'il définit comme du formalisme.
Heiberg a eu une très grande influence sur ses contemporains. Ses œuvres poétiques sont réunies en 11 volumes dès 1861.